# Bus-les-Artois Communal Cemetery
Bus-les-Artois Communal Cemetery is een begraafplaats gelegen in de Franse plaats Bus-les-Artois (Somme). De militaire graven worden onderhouden door de Commonwealth War Graves Commission.
De begraafplaats telt 2 geïdentificeerde Gemenebest graven uit de Eerste Wereldoorlog.